# Lillian Roth

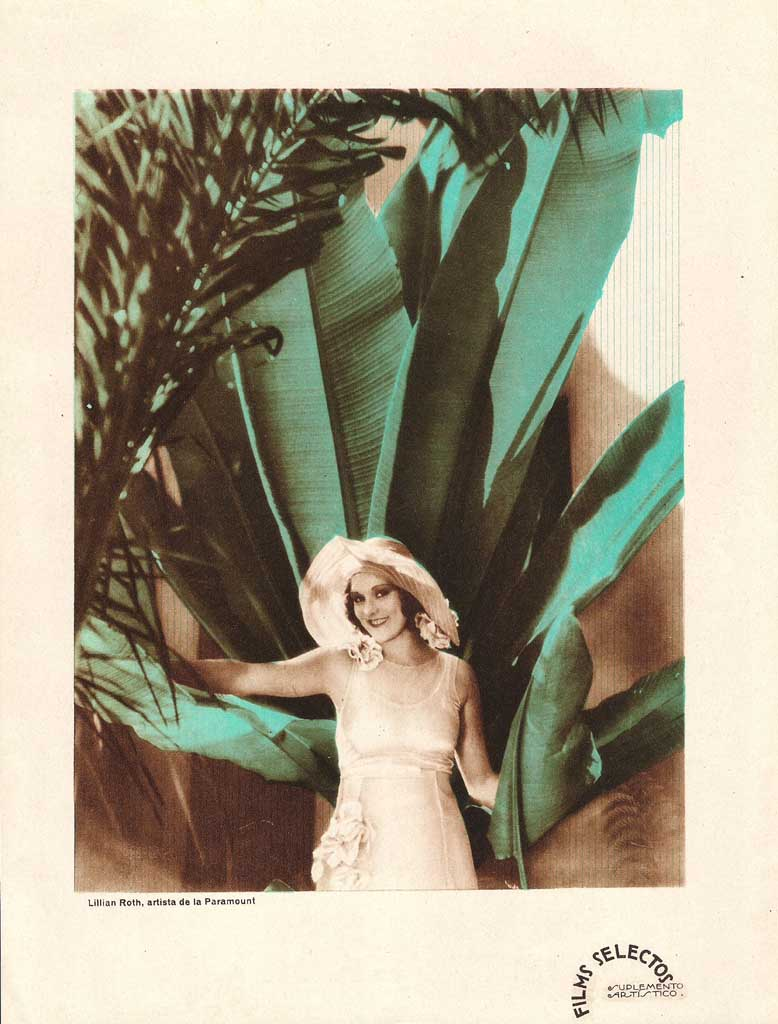
Lillian Roth in einem argentinischen Magazin (1931)

Lillian Roth (eigentlich Lillian Rutstein; * 13. Dezember 1910 in Boston, Massachusetts; † 12. Mai 1980 in New York City) war eine US-amerikanische Schauspielerin und Sängerin, deren Filmlaufbahn mehr als 60 Jahre andauerte. Bekanntheit erlangte Roth vor allem 1954 durch ihre Autobiografie Und morgen werd’ ich weinen, in deren gleichnamigen Verfilmung sie im folgenden Jahr von Susan Hayward verkörpert wurde.

## Leben

### Frühe Jahre
Lillian Roth wurde als eine von zwei Töchtern des jüdischen Ehepaars Katie und Arthur Rutstein geboren. 1916 zog die Familie von Boston nach Manhattan, wo sich Roths alkoholkranker Vater bessere Zukunftsaussichten erhoffte. Auf Druck der Eltern begann ihre Laufbahn bereits im Kindesalter. Auch ihre zweieinhalb Jahre jüngere Schwester Ann stand seit frühester Kindheit auf der Bühne, wodurch die beiden Kinder zu den Hauptverdienern der Familie wurden.

### Karriereanfänge
Mit 6 Jahren stand Roth durch Kontakte ihrer Mutter Modell für das Markenlogo der Filmgesellschaft Educational Pictures, eine Laterne tragende Statue. Bereits im Jahr darauf gab sie ihr Debüt am Broadway im Stück The Inner Man. 1918 folgte das Filmdebüt als Statistin in Pershing’s Crusaders. Unter dem Namen Lillian Roth and Co. tourte sie gemeinsam mit ihrer Schwester Ann durch die Vereinigten Staaten, wobei beide als The Roth Kids bezeichnet wurden. Dies führte auch zu Roths späteren Künstlernamen. Zu den wichtigsten Auftritten der Schwestern gehörte ein Treffen mit dem damaligen US-Präsidenten Woodrow Wilson. Eines von Roths bekanntesten Stücken bei ihren Auftritten war When the Red Red Robin Comes Bob Bob Bobbin’ Along, welches zu ihrer Erkennungsmelodie wurde.

### Schauspiellaufbahn
1927 begann die siebzehnjährige Roth, in Revueshows aufzutreten. Hierzu zählte zum Beispiel Midnight Frolics von Florenz Ziegfeld junior. Kurz darauf erhielt die junge Schauspielerin einen Vertrag über sieben Jahre bei Paramount Pictures. In den folgenden Jahren erlangte sie Bekanntheit durch Rollen in Filmen wie Liebesparade, Der König der Vagabunden, Paramount-Parade und Animal Crackers. Neben ihrer Filmkarriere trat Roth auch weiterhin an Theatern auf.
Im Laufe ihrer Karriere litt Lillian Roth zunehmend an Alkoholismus, was sich auch negativ auf ihre Laufbahn auswirkte. Nach 1933 erhielt sie kaum noch Filmangebote und musste sich mit Nebenrollen zufriedengeben. Halt fand die Schauspielerin im Glauben. 1948 konvertierte sie zur römisch-katholischen Kirche. Während einer Ausstrahlung der Fernsehsendung This Is Your Life im Februar 1953 berichtete Roth offen ihre Alkoholkrankheit und physische Probleme. 1954 veröffentlichte sie ihre Autobiografie I’ll Cry Tomorrow, von der über 7 Millionen Kopien in 20 Sprachen verkauft wurden. Von Lesern erhielt Roth positive Kritiken für ihre Offenheit zum Thema Alkoholismus, die zuvor nur wenige Filmstars in Autobiografien an den Tag gelegt hätten. Das Buch wurde im Folgejahr mit Susan Hayward verfilmt und im deutschsprachigen Raum unter dem Titel und morgen werd’ ich weinen veröffentlicht. Hayward erhielt für ihre Rolle eine Oscarnominierung als beste Hauptdarstellerin.
In den Jahren darauf konnte Lillian Roth wieder Erfolge feiern. 1962 spielte sie eine der Hauptrollen im Broadway-Musical I Can Get It for You Wholesale an der Seite einer noch unbekannten Barbra Streisand. In der Uraufführung von Funny Girl war Roth 1964 als Mrs. Brice zu sehen. Ihren letzten Erfolg am Broadway feierte sie 1971 im Stück 70, Girls, 70 über eine Rentnergruppe, die sich mit Diebstählen ihren Lebensabend in einem Hotel finanziert. Zudem erhielt Roth nun wieder Filmangebote. Hierzu zählen Rollen als Pathologin im Horrorfilm Communion – Messe des Grauens von 1976 und im Drama Boardwalk von 1979.

### Privatleben
Lillian Roth war zwischen 1940 und 1963 sechsmal verheiratet. Die meisten dieser Ehen waren nur kurzlebig und hielten oftmals nur ein Jahr bzw. nur wenige Monate. Am längsten war sie von 1947 bis 1963 mit Thomas Burt McGuire verheiratet. Alle sechs Ehen wurden geschieden und blieben kinderlos. Roth lebte in New York, wo sie am 12. Mai 1980 im Alter von 69 Jahren an den Folgen eines Schlaganfalls starb. Sie wurde auf dem Mount Pleasant Cemetery in Westchester County bestattet. Ihr Grabstein trägt die Inschrift „As bad as it was it was good“ (So schlecht es auch war, es war gut).
Für ihre Verdienste um die Filmwelt erhielt Lillian Roth einen Stern auf dem Hollywood Walk of Fame auf Höhe des 6330 Hollywood Boulevard.

## Filmografie (Auswahl)
- 1918: Pershing’s Crusaders
- 1929: Raising the Roof (Kurzfilm)
- 1929: Illusion
- 1929: Liebesparade (The Love Parade)
- 1930: Der König der Vagabunden (The Vagabond King)
- 1930: Honey
- 1930: Paramount-Parade (Paramount on Parade)
- 1930: Madam Satan
- 1930: Animal Crackers
- 1930: Sea Legs
- 1933: Ladies They Talk About
- 1933: Take a Chance
- 1934: Masks and Memories (Kurzfilm)
- 1976: Communion – Messe des Grauens (Communion)
- 1979: Promenade am Strand (Boardwalk)
- 1979: Blumen der Nacht (Night Flowers)